# Addison (Vermont)
Pour les articles homonymes, voir Addison.
Addison est une ville du Comté d'Addison au Vermont aux États-Unis. Lors du recensement de 2010, la population était de 1371 habitants.

## Histoire
Addison fut fondé le 14 octobre 1761 par Benning Wentworth. Le nom de la municipalité provient du poète Joseph Addison.

## Lieux de cultes
Addison compte sur la présence de deux lieux de cultes : l'Addison Community Baptist Church situé au centre de la ville et le West Addison Methodist Church situé à l'ouest de la ville.